# Autódromo Ciudad de Nueve de Julio - Guillermo Yoyo Maldonado
El Autódromo Ciudad de 9 De Julio - Guillermo "Yoyo" Maldonado es un circuito de competiciones de deportes de motor, situado en las cercanías de la Ciudad de 9 De Julio en la Provincia de Buenos Aires. Fue inaugurado el 26 de julio de 1970 con una fecha de la categoría Fórmula 4 y otra de Sport Prototipo. El circuito tiene tres variantes longitudinales; la mayor de ellas es de 4646,85 m, la segunda de 3348,15 m y la menor de 1628,45 metros. Su administración está a cargo de la Municipalidad de 9 De Julio.[cita requerida]
A nivel nacional, este escenario fue característico por haber albergado a las más importantes categorías de la República Argentina.[cita requerida] La primera carrera de Turismo Carretera (TC) corrida en este autódromo fue entre el 7 y 8 de julio de 1979, con Esteban Fernandino al volante de un Ford Falcon como ganador. Además del TC, también compitieron en Nueve de Julio el Turismo Competición 2000, el Turismo Nacional y el Top Race.[cita requerida] Este autódromo sirvió también como circuito de pruebas para el piloto Guillermo Maldonado hasta su retiro como piloto. En la actualidad, el Ciudad de 9 De Julio es uno de los autódromos más visitados por las distintas categorías automovilísticas de Argentina.[cita requerida]
El 26 de julio de 2020 a raíz de su 50 aniversario el Autódromo pasó a llamarse Autódromo Ciudad de 9 de Julio - Guillermo "Yoyo" Maldonado a modo de homenaje al piloto local.

## Historia
El Autódromo Ciudad de Nueve de Julio fue inaugurado el 26 de julio de 1970 con dos competencias: la primera, perteneciente a la Fórmula 4, la cual culminó con un triunfo de Juan Laskac; la segunda fue una competencia de la categoría Sport Prototipo, teniendo como ganador a Néstor Jesús García Veiga, al volante de su Chelco II, un vehículo Chevrolet llamado así en referencia a un lagarto considerado venenoso, porque se consideraba que García Veiga "iba a matar" con él. En los primeros años del autódromo se corrieron competencias zonales y nacionales,[cita requerida] hasta que el 7 de julio de 1979 hizo su primera presentación en el circuito el Turismo Carretera, la máxima categoría del automovilismo argentino.[cita requerida] La carrera final se disputó el 8 de julio, siendo el primer ganador del TC en este circuito el piloto Esteban Fernandino, a bordo de un Ford Falcon.
La ubicación de este autódromo, dentro del ejido urbano de la ciudad de Nueve de Julio, lo convierte en el principal punto de convergencia de una zona donde prevalecen ciudades con alto grado de seguidores de la disciplina automovilística, como lo son Junín, Chacabuco, Chivilcoy, Carlos Casares, entre otras. Asimismo, este autódromo también sirvió como pista de pruebas para varios pilotos que lograron proyectarse a nivel nacional, tales son los casos de Guillermo Maldonado, Daniel Cingolani y el desaparecido Guillermo Castellanos.
Debido a la inauguración del Autódromo Eusebio Marcilla de Junín, el Turismo Carretera corrió en Nueve de Julio por última vez en 2010, mientras que el TC Mouras lo hizo en 2013.

## Trazado
El trazado se compone de tres rectas bien definidas, siendo la principal modificada con una "chicana" derecha-izquierda, para evitar un exceso de velocidad antes de ingresar a la primera curva. Posee también cuatro curvas bien definidas y tres curvas pequeñas, ubicadas las dos primeras a la entrada y salida de la recta opuesta, mientras que la tercera se ubica a la entrada de la principal. El sentido de giro del autódromo es favorable a las agujas del reloj, teniendo sitios donde no se requiere demasiada exigencia al coche y siendo la parte más exigente en la horquilla norte, formada por una recta larga, un curvón cerrado y una pequeña recta que desemboca en la principal. En este sitio, la aceleración del motor y la tracción del coche juegan un papel fundamental a la hora del sobrepaso.
Este trazado posee dos variantes, siendo la mayor de 4616,85 metros y la menor de 3428 metros. La traza principal la han utilizado las categorías nacionales como el Turismo Carretera, el Top Race o el TC Mouras, mientras que el trazado menor fue utilizado por última vez en 1996 y 1997, por el campeonato de TC 2000. En esa competencia, Nueve de Julio viviría una fecha especial, ya que ese día se produjo la última victoria del piloto Guillermo Maldonado, oriundo de esta localidad y gran conocedor del circuito.

## Palmarés de Turismo Carretera

### Por año
| Fecha                    | Ganadores             | Automóvil       |
| ------------------------ | --------------------- | --------------- |
| 8 de julio de 1979       | Esteban Fernandino    | Ford Falcon     |
| 16 de septiembre de 1979 | Antonio Aventín       | Dodge GTX       |
| 22 de agosto de 1982     | Emilio Satriano       | Chevrolet Chevy |
| 3 de julio de 1983       | Oscar Castellano      | Dodge GTX       |
| 24 de julio de 1984      | Roberto Mouras        | Dodge GTX       |
| 5 de mayo de 1985        | Roberto Mouras        | Dodge GTX       |
| 22 de marzo de 1987      | Emilio Satriano       | Chevrolet Chevy |
| 7 de agosto de 1988      | Osvaldo López         | Dodge GTX       |
| 5 de noviembre de 1989   | Oscar Angeletti       | Ford Fairlane   |
| 12 de agosto de 1990     | Oscar Castellano      | Ford Falcon     |
| 20 de septiembre de 1992 | Luis Minervino        | Chevrolet Chevy |
| 2 de julio de 1995       | Roberto Urretavizcaya | Ford Falcon     |
| 5 de noviembre de 1995   | Juan María Traverso   | Chevrolet Chevy |
| 21 de abril de 1996      | José María Romero     | Ford Falcon     |
| 4 de agosto de 1996      | Omar Martínez         | Ford Falcon     |
| 1 de diciembre de 1996   | Guillermo Ortelli     | Ford Falcon     |
| 8 de junio de 1997       | Guillermo Ortelli     | Chevrolet Chevy |
| 14 de septiembre de 1997 | Eduardo Ramos         | Ford Falcon     |
| 7 de junio de 1998       | Omar Martínez         | Ford Falcon     |
| 8 de noviembre de 1998   | Fabián Acuña          | Chevrolet Chevy |
| 14 de marzo de 1999      | Christian Ledesma     | Ford Falcon     |
| 4 de julio de 1999       | Edgardo Lavari        | Dodge Cherokee  |
| 11 de junio de 2000      | Guillermo Ortelli     | Chevrolet Chevy |
| 29 de octubre de 2000    | Raúl Sinelli          | Ford Falcon     |
| 11 de marzo de 2001      | Marcos Di Palma       | Chevrolet Chevy |
| 2 de septiembre de 2001  | Diego Aventin         | Ford Falcon     |
| 23 de junio de 2002      | Omar Martínez         | Ford Falcon     |
| 27 de octubre de 2002    | Henry Martin          | Ford Falcon     |
| 13 de julio de 2003      | Emanuel Moriatis      | Ford Falcon     |
| 9 de noviembre de 2003   | Juan Pablo Gianini    | Ford Falcon     |
| 9 de junio de 2004       | Marcos Di Palma       | Chevrolet Chevy |
| 10 de octubre de 2004    | Gabriel Ponce de León | Ford Falcon     |
| 3 de julio de 2005       | Marcos Di Palma       | Chevrolet Chevy |
| 2 de octubre de 2005     | Christian Ledesma     | Chevrolet Chevy |
| 8 de octubre de 2006     | José Luis Di Palma    | Dodge Cherokee  |
| 3 de junio de 2007       | Norberto Fontana      | Dodge Cherokee  |
| 9 de septiembre de 2007  | Juan Manuel Silva     | Ford Falcon     |
| 20 de abril de 2008      | Guillermo Ortelli     | Chevrolet Chevy |
| 23 de agosto de 2009     | Guillermo Ortelli     | Chevrolet Chevy |
| 5 de septiembre de 2010  | Juan Marcos Angelini  | Dodge Cherokee  |
| Fuentes                  |                       |                 |

### Por piloto
| Guillermo Ortelli     | 5 |
| Marcos Di Palma       | 3 |
| Omar Martínez         | 3 |
| Oscar Castellano      | 2 |
| Christian Ledesma     | 2 |
| Roberto Mouras        | 2 |
| Emilio Satriano       | 2 |
| Fabián Acuña          | 1 |
| Oscar Angeletti       | 1 |
| Juan Marcos Angelini  | 1 |
| Antonio Aventín       | 1 |
| Diego Aventín         | 1 |
| José Luis Di Palma    | 1 |
| Esteban Fernandino    | 1 |
| Norberto Fontana      | 1 |
| Juan Pablo Gianini    | 1 |
| Edgardo Lavari        | 1 |
| Osvaldo López         | 1 |
| Henry Martin          | 1 |
| Luis Minervino        | 1 |
| Emanuel Moriatis      | 1 |
| Gabriel Ponce de León | 1 |
| Eduardo Ramos         | 1 |
| José María Romero     | 1 |
| Juan Manuel Silva     | 1 |
| Raúl Sinelli          | 1 |
| Juan María Traverso   | 1 |
| Roberto Urretavizcaya | 1 |
| Fuente:               |   |

### Por marca de automóvil
| Ford Falcon              | 17 |
| Chevrolet Chevy          | 13 |
| Dodge GTX/Dodge Cherokee | 9  |
| Ford Fairlane            | 1  |
| Fuentes                  |    |